# أبو كبرة-الرشيد (الرقة)
أبو كبرة-الرشيد قرية سورية تتبع ناحية مركز الرقة في منطقة مركز الرقة في محافظة الرقة. بلغ عدد سكانها 686 نسمة في عام 2004 حسب إحصاء المكتب المركزي للإحصاء.